# Grete
Grete ist ein weiblicher Vorname, auch seltener Familienname.

## Herkunft und Bedeutung
Der Name ist insbesondere im deutschen sowie im dänischen und norwegischen Sprachraum verbreitet. Der Name ist eine Kurzform bzw. Variante des Vornamens Margarete; zu Herkunft und Bedeutung des Namens siehe hier.

## Varianten
| - Gret - Greta - Gréta - Gretha - Gretchen | - Grethe - Gretel - Gretl - Greti - Grethi |

## Namensträger

### Grete
- Grete Adrian (* um 1610; † 1655), Opfer der frühneuzeitlichen Hexenverfolgung
- Grete Albrecht (1893–1987), deutsche Neurologin und Psychotherapeutin
- Grete Alt-Lantschner (1906–1989), österreichische Skirennläuferin
- Grete Baldauf-Würkert (1878–1962), deutsche Heimatschriftstellerin
- Grete Beier (1885–1908), deutsche Mörderin
- Grete Berger (1883–1944), österreichische Schauspielerin
- Grete Berges (1895–1957), deutsche Schriftstellerin, Übersetzerin und Literaturagentin
- Grete Berget (1954–2017), norwegische Politikerin
- Grete Bittner (1905–1973), österreichische Schauspielerin
- Grete Boesel (1908–1947), deutsche Aufseherin im KZ Ravensbrück
- Grete Csaki-Copony (1893–1990), deutsche Malerin, Zeichnerin und Lyrikerin
- Grete Diercks (1890–1978), deutsche Schauspielerin
- Grete Dierkes (1882–1957), österreichische Schauspielerin
- Grete Digruber (1945–2010), österreichische Skirennläuferin
- Grete Eliassen (* 1986), norwegisch-US-amerikanische Freestyle-Skierin
- Grete Faremo (* 1955), norwegische Verteidigungsministerin
- Grete Fluss (1892–1964), Kölner Sängerin, Humoristin, Schauspielerin
- Grete Forst (1878–1942), österreichische Sopranistin, Opfer des Holocaust
- Grete Freund (1885–1982), österreichische Schauspielerin und Operettensängerin
- Grete Gillet (1895–1970), eine der ersten Theologinnen in Deutschland
- Grete Grewolls (* 1946), deutsche Bibliothekarin, Bibliographin und Autorin
- Grete Groh-Kummerlöw (1909–1980), deutsche Gewerkschafterin, Präsidiumsmitglied der Volkskammer
- Grete Gulbransson (1882–1934), österreichische Schriftstellerin und Heimatdichterin
- Grete Havnesköld (* 1986), schwedische Schauspielerin
- Grete Heger (1916–2007), österreichische Schauspielerin
- Grete Herber (1910–2005), deutsche Tischtennisspielerin
- Grete Hermann (1901–1984), deutsche Physikerin und Philosophin
- Grete Hess (1894–1976), Schweizer Künstlerin, Schriftstellerin und Radiomoderatorin
- Grete Heublein (1908–1997), deutsche Leichtathletin und Olympiateilnehmerin
- Grete Hoell (1909–1986), kommunistische Widerstandskämpferin in Hannover
- Grete Jalk (1920–2006), dänische Möbeldesignerin und Autorin
- Grete Keilson (1905–1999), deutsche Politikerin (KPD, SED)
- Grete Kirkeberg (* 1964), norwegische Langstreckenläuferin
- Grete Kletke (1892–1987), deutsche Politikerin (FDP)
- Grete Knudsen (1940–2023), norwegische Politikerin
- Grete Kusber (1907–1987), Widerstandskämpferin gegen den Nationalsozialismus
- Grete Laska (* 1951), österreichische Politikerin (SPÖ)
- Grete Leistikow (1893–1989), deutsche Fotografin
- Grete Leutz (1930–2025), deutsche Psychotherapeutin
- Grete Lundt (1892–1926), österreichische Schauspielerin
- Grete Ly (1885–1942), deutsche Soubrette, Schauspielerin und Filmproduzentin
- Grete Meisel-Heß (1879–1922), österreichische Schriftstellerin
- Grete Merrem-Nikisch (1887–1970), deutsche Sopranistin
- Grete Mildenberg (1902–1969), deutsche Arbeiterin und Politikerin (KPD)
- Grete Mogensen (* 1963), dänische Badmintonspielerin
- Grete Mosheim (1905–1986), deutsche Schauspielerin
- Grete Mostny (1914–1991), österreichisch-chilenische Archäologin
- Grete Natzler (1906–1999), österreichische Schauspielerin und Operettensängerin
- Grete Ingeborg Nykkelmo (* 1961), norwegische Biathletin und Skilangläuferin
- Grete Paia (* 1995), estnische Sängerin
- Grete Pedersen (* 1960), norwegische Dirigentin, Chorleiterin und Professorin für Chorleitung an der Norwegischen Musikakademie
- Grete Popper (1897–1976), deutsch-tschechische Fotografin
- Grete Vogel, (1891–1970), deutsche Arbeiter-Funktionärin und Politikerin
- Grete Rader-Soulek (1920–1997), österreichische Textilkünstlerin, Malerin und Designerin
- Grete Rehor (1910–1987), österreichische Politikerin (ÖVP)
- Grete Reiner (1892–1944), deutsche Übersetzerin und Herausgeberin
- Grete Reinwald (1902–1983), deutsche Schauspielerin
- Grete Ring (1887–1952), deutsche Kunsthistorikerin und Galeristin
- Grete Rönnfeldt (1901–1981), deutsche Gerechte unter den Völkern
- Grete Rosenberg (1896–1979), deutsche Schwimmerin
- Grete Salus (1910–1996), Überlebende des Holocaust und Zeitzeugin
- Grete Scheuer (1900–1988), österreichische Schriftstellerin
- Grete Schickedanz (1911–1994), deutsche Unternehmerin
- Grete Schmedes (1889–1985), deutsche Graphikerin und Illustratorin
- Grete Schröder (Schriftstellerin) (1904–1987), österreichische Schriftstellerin
- Grete Schroeder-Zimmermann (1887–1955), deutsche Architektin und Hochschullehrerin
- Grete Schurz (1934–2022), österreichische Frauenrechtlerin, erste Frauenbeauftragte Österreichs
- Grete Sehlmeyer (1891–1967), deutsche Politikerin (FDP, Liberaler Bund)
- Grete Stern (1904–1999), deutsch-argentinische Fotografin
- Grete Stückgold (1895–1977), deutsch-englisch-amerikanische Opernsängerin (Sopran)
- Grete Sultan (1906–2005), deutsch-amerikanische Pianistin
- Grete Teege (1893–1959), hessische Politikerin (SPD)
- Grete Thiele (1913–1993), deutsche Politikerin (KPD, DKP), MdL
- Grete Trakl (1891–1917), österreichische Musikerin (Pianistin), Schwester des Dichters Georg Trakl
- Grete Unrein (1872–1945), Jenaer Politikerin
- Grete von Urbanitzky (1891–1974), österreichische Schriftstellerin, Übersetzerin und Journalistin
- Grete Vogel (1891–1970), deutsche Arbeiter-Funktionärin und Bremer Politikerin
- Grete Waitz (1953–2011), norwegische Langstreckenläuferin und erste Marathon-Weltmeisterin
- Grete Walter (1913–1935), deutsche Widerstandskämpfer gegen den Nationalsozialismus
- Grete Wehmeyer (1924–2011), deutsche Pianistin und Musikwissenschaftlerin
- Grete Weil (1906–1999), deutsche Schriftstellerin
- Grete Weiskopf (1905–1966), österreichische Kinderbuchautorin
- Grete Wiesenthal (1885–1970), österreichische Tänzerin, Choreographin und Tanzpädagogin
- Grete Wurm (1919–2002), deutsche Schauspielerin
- Grete Yppen (1917–2008), österreichische Malerin
- Grete von Zieritz (1899–2001), österreichische Pianistin und Komponistin
- Grete Zimmer (1922–2003), österreichische Schauspielerin

Zweitname
- Liv Grete Poirée (* 1974), norwegische Biathletin

Doppelname
- Anne-Grete Strøm-Erichsen (* 1949), norwegische sozialdemokratische Politikerin

### Gret
- Gret Fröhlicher († 1458), eines der ersten Opfer der Hexenverfolgung in Basel
- Gret Haller (* 1947), Schweizer Politikerin (SP) und Publizistin
- Gret Loewensberg (* 1943), Schweizer Architektin
- Gret Palucca (1902–1993), deutsche Tänzerin und Tanzpädagogin
- Gret Widmann (1875–1931), Schweizer Malerin, Illustratorin und Portraitfotografin

## Familienname
- Carl Grete (1810–1871), deutscher Kaufmann und Bürgermeister von Vorsfelde
- Ernst August Grete (1848–1919), Schweizer Chemiker